# Polichne ferruginea
Polichne ferruginea är en insektsart som beskrevs av Johann Gottlieb Otto Tepper 1892. Polichne ferruginea ingår i släktet Polichne och familjen vårtbitare. Inga underarter finns listade i Catalogue of Life.